# Arçelik
Arçelik A. Ş. (АТ Арчелік) — турецька компанія, лідер турецького ринку побутової техніки. Штаб-квартира розташована в Стамбулі.

## Історія
Заснована в 1954 році.
У лютому 2004 року дочірня компанія Arçelik A. Ş. — Beko Electronik A. Ş., спільно з британською компанією Alba Plc, придбала за 80 млн євро компанію Home Intermedia Systems, підрозділ відомої німецької фірми Grundig, що спеціалізується на виробництві телевізорів, техніки Hi-Fi, відео, CD — і DVD-програвачів і записуючих пристроїв.

## Власники і керівництво
Контроль над компанією належить Koç Holding — найбільшому турецькому фінансово-промисловому конгломерату. Президент конгломерату — Рахмі Коч.

## Діяльність
Arçelik займається виробництвом побутової техніки під марками Beko, Grundig, Blomberg, Arçelik, Altus та ін. Всього — 10 брендів. Заводи компанії розташовані в Туреччині, Росії, Румунії, ПАР та Німеччині.
Загальний обсяг продажів Arçelik A. S. за 2005 рік склав 3,8 млрд дол.